# Finn Rønne
Finn Rønne, anglizzato in Ronne (Horten, 20 dicembre 1899 – Bethesda, 12 gennaio 1980), è stato un esploratore e navigatore norvegese naturalizzato statunitense.

## Biografia
Figlio di Martin Rønne che partecipò alla spedizione Roald Amundsen in Antartide, Finn ha una formazione ingegneristica. Nel 1923 emigra negli Stati Uniti d'America e ne ottiene la cittadinanza nel 1923. Dopo aver lavorato alcuni anni per la Westinghouse Electric, Rønne prende parte a due delle spedizione antartiche guidate da Richard Evelyn Byrd.
Dopo numerosi anni di servizio presso la US Navy Ronne ottiene il grado di capitano e ritorna in Antartide negli anni quaranta con il supporto della American Geographical Society. Nel dicembre 1940 scopre, insieme a Carl R. Eklund, la principale delle isole Eklund durante il loro viaggio in slitta. Tra il 1946 ed il 1948 mappa ed esplora un largo tratto di costa che si affaccia sul mare di Weddell e stabilisce alcuni primati. Ha ad esempio percorso più di 6 000 km con sci e slitta, più di chiunque altro nella storia.
Sua moglie, Edith Rønne, lo ha accompagnato nella spedizione in qualità di storica e corrispondente della North American Newspaper Alliance. Lei e la moglie del pilota della missione, Jennie Darlington, sono state le prime donne ad aver trascorso l'inverno in Antartide. Negli anni cinquanta la marina statunitense organizza l'operazione Deepfreeze per completare la mappatura dell'Antartide ed impiantare basi scientifiche e di ricerca. Rønne diventa leader scientifico e militare della base nel mare di Weddell.
Durante la sua vita Finn Rønne ha scritto diversi libri sull'Antartide e numerosi articoli scientifici. Ha ricevuto tre decorazioni militari e vari riconoscimenti per il suo operato nel campo dell'esplorazione geografica e della ricerca scientifica. Alla sua morte, avvenuta nel 1980 a Bethesda, in Maryland, Rønne è stato sepolto nella sezione 2 del cimitero nazionale di Arlington.

## Pubblicazioni
- (EN)  Antarctic Conquest (1949) (con Lyon Sprague de Camp).
- (EN)  Antarctic Command (1958).
- (EN)  Ronne Expedition to Antarctica (1970).
- (EN)  Antarctica, My Destiny (1979).